# Le Far-West
Le Far-West è un film del 1973 diretto da Jacques Brel.